# Mercerização

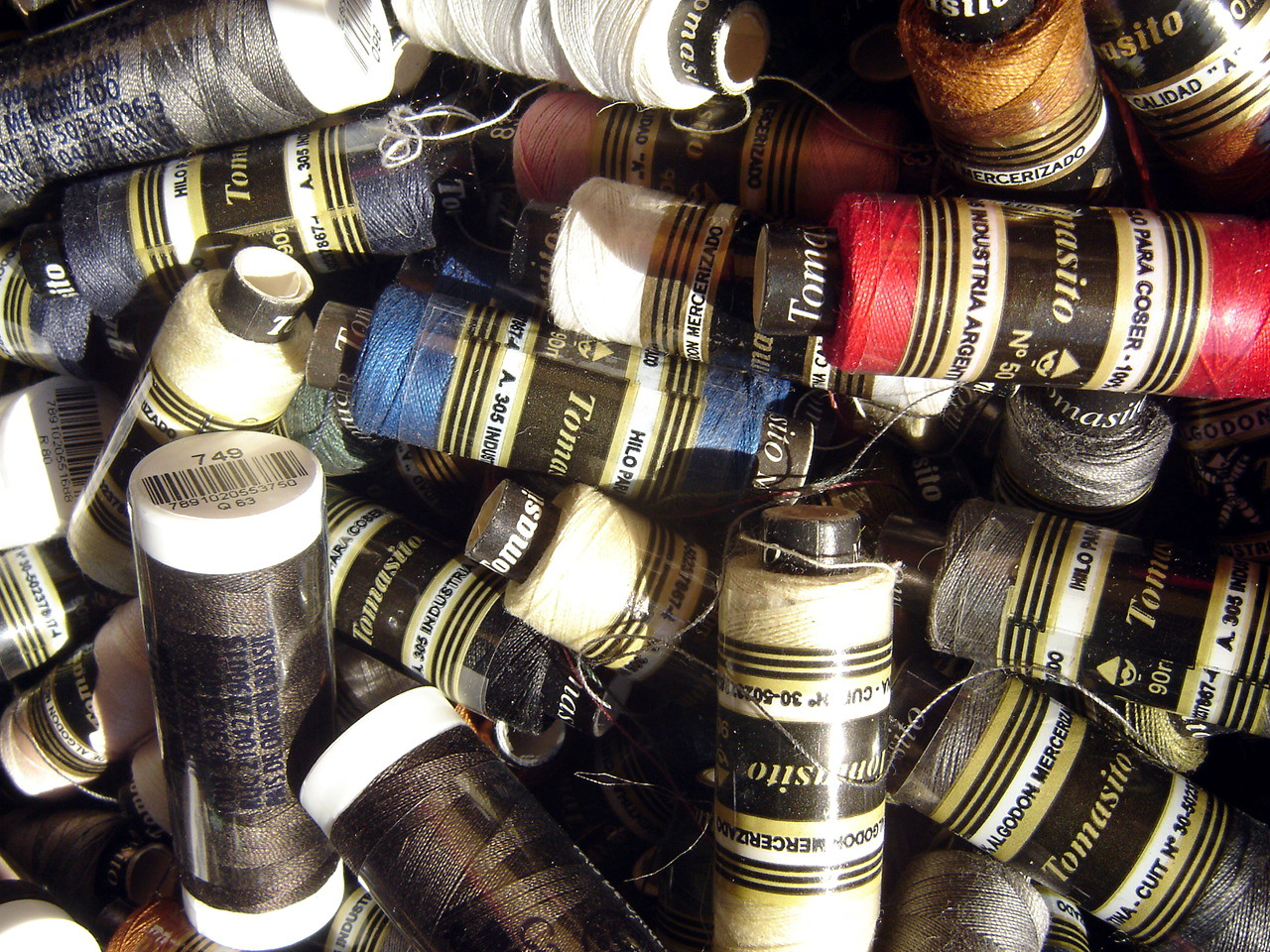
Bobinas de fios de algodão mercerizado

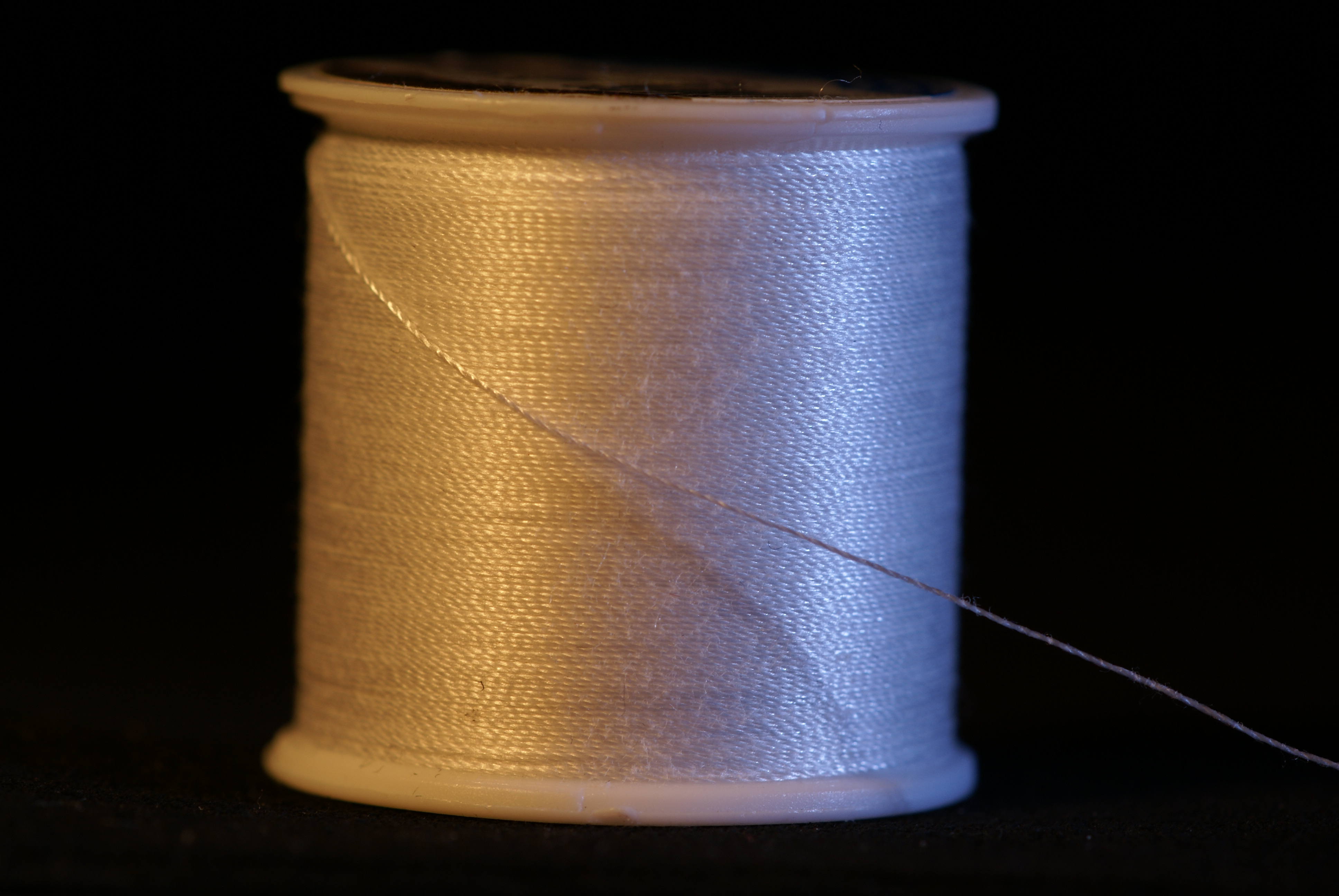
Carretel de fio de algodão mercerizado de duas camadas com um núcleo de poliéster. Grampos individuais podem ser vistos mais próximos.

Mercerização é um tratamento para fios e tecidos de algodão que resulta em fios ou tecidos com uma aparência lustrosa e os fortalece. O processo é aplicado a materiais celulósicos como o algodão ou o cânhamo.

## Desenvolvimento
O processo foi idealizado em 1844 por John Mercer, que tratou o algodão com soluções de 20–30% de hidróxido de sódio seguido de lavagem. Mercer observou que o tratamento encolheu o tecido e aumentou sua resistência à tração e afinidade por corantes. No processo original de Mercer, nenhuma tensão foi aplicada. O produto foi denominado algodão felpudo, uma referência ao processo de felpudo em tecido de lã trançada. Mercer considerou o aumento da afinidade por corantes como o aspecto técnico mais importante. Mercer também fez experiências com soluções de ácido sulfúrico e cloreto de zinco e descobriu o efeito pergaminho do ácido sulfúrico.
O brilho semelhante à seda, hoje comumente associado à mercerização, é produzido pela tensão e foi descoberto por Horace Lowe em 1889.

## Processo
O tratamento com hidróxido de sódio destrói a forma espiral da celulose com formação de celulose alcalina, que é transformada em hidrato de celulose ao lavar o álcali. Concentrações de soda cáustica de 20–26% são usadas. A mercerização efetiva requer o uso de agentes umectantes.
O brilho melhorado do algodão mercerizado é devido à produção de fibras de algodão quase circulares sob tensão. Outra característica é o desenrolamento (desconvolução) do pelo de algodão.
Na mercerização a seco, o processo é realizado enquanto o tecido seca em uma rama.